# The Adventures of Willy Beamish
The Adventures of Willy Beamish ist ein Point-and-Click-Adventure, das von Dynamix entwickelt und 1991 von Sierra On-line veröffentlicht wurde. Das Spiel ist eine Parodie auf die Adventures der damaligen Zeit. Zunächst wurde das Spiel nur für DOS und Amiga veröffentlicht.

## Handlung
Der Spieler schlüpft in die Rolle des Willy Beamish, einem Kind der Generation Y, das in einer typisch amerikanischen Familie aufwächst. Er hat eine ältere (Tiffany) und eine jüngere Schwester (Briana), um die Willy sich oft kümmern muss. Er spielt gerne Videospiele und zieht mit seiner Bande durch die Stadt. Auch interessiert er sich für das Übernatürliche, zum Beispiel erhält er oft Besuch aus dem Jenseits von seinem verstorbenen Großvater.
Willy will sich für das nationale "Nintari"-Turnier (Ein Kunstwort aus Nintendo und Atari) qualifizieren. Doch bald muss er erkennen, dass dies ein sehr schwer zu erreichendes Ziel ist, da es einige Schwierigkeiten gibt: Seine Videospielfähigkeiten versagen, sein Vater verliert seinen Job, der Babysitter ist ein Vampir, eine Bande Jugendlicher terrorisiert die Stadt und die Klempner planen einen Aufstand.

## Spielprinzip und Technik
Durch das Handeln des Spielers wird der Spielverlauf beeinflusst. So muss Willy beispielsweise zu Beginn des Spiels in der Schule nachmittags nachsitzen, da sein Frosch „Horny“ bei der Abschlussversammlung zum Schuljahresende dem Direktor die Perücke gestohlen hatte. Gleichzeitig kommt zu Hause sein Schulzeugnis mit der Post an. Willy muss verhindern, dass seine Eltern das Zeugnis zu Gesicht bekommen, da er in Musik ein „C“ (entspricht in etwa der Note 3 in Deutschland) erhalten hat, was seinen Eltern gar nicht gefallen würde. Der Spieler hat die Wahl, ob Willy sein Nachsitzen zu Ende bringt oder diesem entflieht, um sein Zeugnis zu fälschen. Ein so genanntes Trouble-O-Meter zeigt dem Spieler, ob seine Handlungen richtig waren. Bei falschen Entscheidungen steigt die Anzeige. Hat sie den Höchststand erreicht, wird Willy von seinen Eltern auf eine Militärschule geschickt und der Spieler bekommt die Meldung "Game over".

## Produktionsnotizen
Die 1993 erschienene Sega Mega-CD-Version hatte einige Besonderheiten:
- Grafikverbesserungen und Sprachdialoge anstelle von Textdialogen. Allerdings laufen die zusätzlichen Gespräche immer nach dem gleichen Muster ab. Außerdem bemängeln Kritiker, dass das Spiel durch den teilweise schlecht aufgenommenen Ton an Atmosphäre verloren hat.
- Um die lange Ladezeit zu Beginn des Spiels zu verkürzen, konnte man während der Ladezeit ein Minispiel spielen, in dem man weiße und schwarze Bälle durch die Gegend stoßen musste.
- Auf der "Nintari"-Spielkonsole in Willys Zimmer konnte ein Minispiel gespielt werden, das einer Mischung aus Tetris, Arkanoid und Space Invaders entsprach.

2017 erschien auf der digitalen Vertriebsplattform GOG eine auf modernen Windows-Rechnern lauffähige Version.

## Rezeption
Eva Hoogh stellte The Adventures of Willy Beamish in der ASM in eine Reihe mit früheren Adventures von Sierra, es sei aber "liebevoller" als jene und biete thematisch Abwechslung vom üblichen Sierra-Portfolio. Hoogh hob den Humor des Spiels positiv hervor, kritisierte aber eine schwammige Zielgruppendefinition – zahlreiche Insiderwitze machten Willy Beamish für eine jüngere Zielgruppe unzugänglich, während sich ältere Spieler eventuell nicht mit dem kindgerechten Szenario anfreunden könnten. Die Power Play bezeichnete das Spiel als „Lernsoftware mit eingestreuten Minimalaufgaben“, das für Englisch lernende Kinder geeignet sei, von dem Adventure-Fans aber „deutlich die Finger (...) lassen“ sollten.